# Salem (Arkansas)
Salem è una località degli Stati Uniti d'America, capoluogo della contea di Fulton, nello Stato dell'Arkansas.